# 完颜谋衍
完颜谋衍（？—1171年），女真完颜氏宗室子弟，金国将领。

## 传记
完颜谋衍勇力过人，善用长矛突击战斗。天眷间，充任牌印祗候，授显武将军，提升符宝郎。皇统四年（1144年），其兄完颜活女承袭济州路万户，把亲管奥吉猛安让给谋衍，朝廷同意了，暂任济州路万户。八年，为元右都监。天德三年，任顺天军节度使，历任河间、临潢尹，几个月后改任婆速路兵马都总管。
契丹人撒八謀反，谋衍前往讨伐，这时金世宗为东京留守，带兵讨伐括里回来，在常安县遇谋衍，把甲士全都交给他。世宗回到东京，完颜福寿、高忠建率所部南征军，逃回东京。谋衍也率军来归附，即以臣礼拜见世宗，遂杀高存福、李彦隆等人。谋衍、福寿、忠建及诸将吏民劝进，世宗即位，拜完颜谋衍为右副元帅。都统白彦敬，副统纥石烈志宁在北京，拒不接受命令，谋衍讨伐他们，在建州境内遇到他们的人马，都不肯战斗，于是彦敬、志宁就投降了。
大定二年（1162年）正月，谋衍率诸军讨伐窝斡，在济州集合部队，合甲士一万三千人，经过泰州，到达术虎崖，于是丢弃辎重，持数日粮，轻骑追赶敌人。这时窝斡在泰州新败，将要逃往济州。谋衍兵到达长泺南，捉获对方的间谍，知道敌人将由其他路截我方军粮，于是分军前往迎击。敌方的吏者来降，谋衍用他的计谋，趁夜立即前往截击敌方辎重，忽然刮起大风，不能点火，路暗难以相辨，到拂晓才行军三十馀里。将要到达敌营时，将士稍微休息一下，谋衍带领善射者数十骑，前往侦查敌情。而都统志甯、克宁等，已在长泺打败敌军二万多人，追杀了很多敌人，敌于是向西逃走。志甯军先是在霿{箣松}河追上敵人，迅速击败了他们。而谋衍贪图掳掠，不再追击，因此敌人得以逃跑，于是进入懿州界，陷灵山、同昌、惠和等县，窥取北京，西败三韩县。只有克宁军继续追击，谋衍借口马弱，带兵回到懿州。金世宗听说后，下诏严厉责备谋衍，以仆散忠义为右副元帅代替他，纥石烈志宁为右监军代替完颜福寿。而谋衍子完颜斜哥在军中横行霸道，世宗下诏勒令回归本贯。
谋衍到达京师，被任命为同判大宗正事，世宗责备他。不久，速频路军士术里古，告发斜哥寄书给谋衍约定谋反，有司把他的信上报，世宗察觉这是诬告，下诏审问告发者，术里古招供，于是杀了他。召见谋衍对他说：“人有告卿子为反谋者，朕知卿必不为此，今告者果自服罪，宜悉此意。”
当初，移剌窩斡势力正大，世宗派温蒂罕阿鲁带守古北口。到移剌窩斡败于陷泉，逃到奚人之中，率領诸奚攻古北口。阿鲁带因其妻生日，擅自离开军六十里，窝斡军听说后，来袭，杀伤很多士卒。阿鲁带因此被除名。诏令完顏谋衍、蒲察乌里雅、蒲察通带兵三千，会合以前的驻军，攻打敌人。擒贼党猛安合住。不久，窝斡被平定，于是回朝。
大定七年（1167年），谋衍出任北京留守，世宗来到便殿，赐食，以及御服衣带佩刀，对他说：“以卿故老，欲以均劳逸，故授此职，卿其勉之。”改任东京留守，封荣国公。大定十一年（1171年），完顏謀衍薨逝，年六十四岁。

## 家庭
- 父：完颜娄室
- 兄：完颜活女
- 弟：完颜仲，又名石古乃
- 子：完颜斜哥

## 评价
金史/卷72：「谋衍性忠厚，善击球射猎，时论以为虽智略不及其父，而勇敢肖之云。」